# Línea 78 (Buenos Aires)
La línea 78 es una línea de colectivos de Buenos Aires. Une el barrio porteño de Chacarita con Villa Adelina y Loma Hermosa.
Esta línea es operada por la empresa Los Constituyentes S.A.T., la cual también administra las líneas 87, 111 y 127.
Anteriormente la línea 78 era administrada por la Empresa de Transporte Los Andes S.A.C. (empresa creadora de la línea).
Desde 2019, esta empresa y dos más, aceptan mujeres como conductoras. Las empresas Transporte Escalada SAT (169), Transportes Avenida Bernardo Ader (130) y Los Constituyentes S.A.T (78, 87, 111 y 127) se vieron enfrentadas a una demanda por discriminación laboral. A finales de 2018, la sala 2 de la Cámara Nacional del Trabajo hizo lugar a la demanda y obligó a las empresas mencionadas anteriormente a que sea un 30% del plantel de conductores del sexo femenino.
La Linea 78 cuenta con 2 Ramales; 
Villa Adelina - Chacarita X Pza. Mitre (Cartel Amarillo)
Loma Hermosa - Chacarita (Cartel Rojo)
Antes que DOTA se haga cargo de la linea 78, contaba con un tercer ramal, este era; Villa Adelina - Chacarita X Charlone.

## Lugares importantes que atraviesa
La línea 78 pasa por una variedad de lugares importantes y tiene paradas cercanas a:
- Estación Federico Lacroze

- Hospital Alvear

- Facultad de Agronomía

- Facultad de Ciencias Veterinarias
- Universidad Nacional de San Martín

- Facultad de Teología

- Municipalidad de San Martín

- Estación Villa Ballester
- Estación Villa Adelina

- Estadio Alfredo Ramos

- Estadio Don León Kolbowsky
- Movistar Arena

- Estadio Cubierto Malvinas Argentinas

- Instituto Ángel Roffo

- Hospital Interzonal Eva Perón

- Hospital Marengo